# Ушаков, Дмитрий Владимирович
Дмитрий Владимирович Ушаков (род. 13 ноября 1980) — экономист, депутат Государственной Думы шестого созыва от партии «Справедливая Россия». Член комитета Госдумы по бюджету и налогам. Член Комиссии ГД по рассмотрению расходов федерального бюджета, направленных на обеспечение национальной обороны, национальной безопасности и правоохранительной деятельности. Вице-президент мото-объединения «МОТО-СПРАВЕДЛИВОСТЬ».

## Образование
В 1997 поступил в Санкт-Петербургский Государственный Университет Экономики и Финансов. В 2002 году успешно окончил факультет Экономической теории и политики. После получения диплома экономиста поступил на очное отделение аспирантуры Санкт-Петербургского Государственного Университета Экономики и Финансов. В 2005 году защитил кандидатскую диссертацию и получил ученую степень кандидата экономических наук.

## Научная деятельность
С 2002 года по декабрь 2011 года — научный сотрудник исследовательского отдела Международного центра социально-экономических исследований «Леонтьевский Центр», Санкт-Петербург. Участвовал в научно-исследовательских проектах Министерства образования РФ, Министерства финансов РФ, Министерства промышленности РФ. Среди научно-исследовательских проектов можно отметить Программу реформирования региональных финансов, Программу развития научного потенциала высшей школы, Разработку среднесрочного финансового планирования в бюджетной системе России.

## Работа в Государственной Думе
4 декабря 2011 года избран депутатом Государственной Думы от Санкт-Петербурга по списку партии «Справедливая Россия».
С начала работы в Государственной Думе Дмитрий Ушаков вошёл в неформальный экономический блок фракции «Справедливая Россия», направив большинство инициатив на решение проблем в налоговом законодательстве, производственной сфере. Дмитрий Ушаков стал известен как борец за права ипотечных заемщиков в валюте после резкого скачка курса в декабре 2014 года. (Дмитрий Ушаков отвечает на вопросы на митинге валютных ипотечников на YouTube). В поддержку этой категории граждан было направлено несколько законопроектов.
Ведущий разработчик и один из основных авторов «Антикризисного плана фракции „Справедливая Россия“», Хартии социальной солидарности, «Альтернативного федерального бюджета на 2010 год фракции „Справедливая Россия“», «Альтернативной пенсионной реформы фракции „Справедливая Россия“», «Альтернативного федерального бюджета на 2011 год фракции „Справедливая Россия“», Проекта федерального закона о введении прогрессивной шкалы налогообложения доходов физических лиц, Проекта федерального закона о строительных сберегательных кассах, Пакета законопроектов о налоговом стимулировании инновационной деятельности, пакета законопроектов, направленных на корректировку пенсионного законодательства, а также других законопроектов.

### Федеральный бюджет
В декабре 2015 года во время второго чтения «Проекта федерального закона № 911755-6 „О федеральном бюджете на 2016 год“» Дмитрий Ушаков представил десятки поправок от «Справедливой России». В частности, одной из поправок депутат предложил сократить «ассигнования Госдумы в части зарплаты депутатам» в размере на 500 миллионов рублей. Его оппонент глава комитета по бюджету и налогам Андрей Макаров заявил, что такие поправки становятся причиной спекуляций в прессе. «Ни на одну копейку не увеличивается зарплата ни у депутатов, ни у аппарата Госдумы» — ответил Макаров.
В ответ на это Дмитрий Ушаков пояснил, что речь идет не об увеличении зарплаты депутатов Госдумы, а о «золотых парашютах» для парламентариев, которые не попадут в Госдуму VII созыва в связи с переносом начала полномочий депутатов с декабря на сентябрь 2016 года. Глава комитета по бюджету и налогам отклонил резонансную поправку, сославшись на то, что деньги пойдут не на «золотые парашюты», а на ремонт техники в зале пленарных заседаний.

### Антикризисные программы
Дмитрий Ушаков стал одним из авторов нескольких альтернативных антикризисного планов «Справедливой России» (2009, 2015, 2016 годы) которые партия готовила в ответ на антикризисные планы правительства.

Критикуя «План действий, направленных на обеспечение стабильного социально-экономического развития Российской Федерации в 2016 году», подготовленный правительством, на пленарном заседании Госдумы 16 марта 2016 года депутат заявил:
«Представив очередной антикризисный план, кабинет министров ловко жонглирует цифрами и формулировками. Но эти манипуляции не решают проблемы системного кризиса, не отменяют необходимости системных реформ. По сути, желаемое выдаётся за действительное (…) Альтернативный антикризисный план „Справедливой России“ способен не только вывести страну из кризиса, но и кардинально изменить модель экономического развития России».
Газета «Комсомольская правда» об этом писала:
«В партии и без Дмитриевой, как показала жизнь, хватает профессионалов, которые могут на высоком уровне готовить политические и экономические программы и выступать экспертами на профессиональном уровне. Так, депутат Дмитрий Ушаков уже представил несколькими месяцами ранее альтернативный бюджет. Недавно был представлен альтернативный антикризисный план»

### Военно-морской музей
В 2013 году Дмитрий Ушаков обнародовал сумму нарушений при переезде Центрального военно-морского музея в Петербурге. Выяснилось, что из государственного контракта на 986 млн рублей нарушений выявлено на 735,5 млн рублей. 
«Итак, прямые нарушения: на 23,25 млн рублей — не выполнены работы по монтажу хранительского оборудования, оборудования реставрационно-художественной мастерской, оформления посетительских зон; на 23,8 млн рублей — неэффективно израсходованы на закупку и монтаж оборудования для приготовления и приема пищи, а также для торгово-выставочного помещения по продаже сувенирной продукции; на 55,9 млн рублей — оборудование и упаковочные материалы, непредусмотренные государственным контрактом». 
По данным Счетной палаты, на март 2012 года были перевезены 67 % экспонатов, в то время как сумма переезда — 986 миллионов рублей, была потрачена полностью. Кроме того, по данным Счетной палаты, 23 миллиона рублей неэффективно израсходованы на закупку и монтаж оборудования для приготовления приема пищи, а также для торгово-выставочного помещения по продаже сувенирной продукции. В ходе переезда была разбита о каменные ступени лестницы носовая фигура клипера «Витязь», выполненная из гипса (скульптор Петр Клодт). Кроме того, поврежден механизм наводки 45-мм пушки времен Великой Отечественной войны.
После аудиторской проверки Счетной палаты, инициированной вследствие депутатского запроса Ушакова, экс-директор Центрального военно-морского музея Андрей Лялин признался в получении от главы «Невисс-Комплекс» (компания-подрядчик, выполнявшая работы по перевозке музейных ценностей) Александра Швирикасова пятнадцати и 1,5 миллионов рублей. Пятнадцать миллионов, как утверждает Лялин, он передал офицеру Главк по работе с личным составом Минобороны. Остальные деньги потратил на нужды музея.

## Факты
Дмитрий Ушаков является вице-президентом Общероссийской общественной организации «Объединение мотоциклистов России „МОТО-СПРАВЕДЛИВОСТЬ“».